# پیمان موشک‌های ضد بالستیک

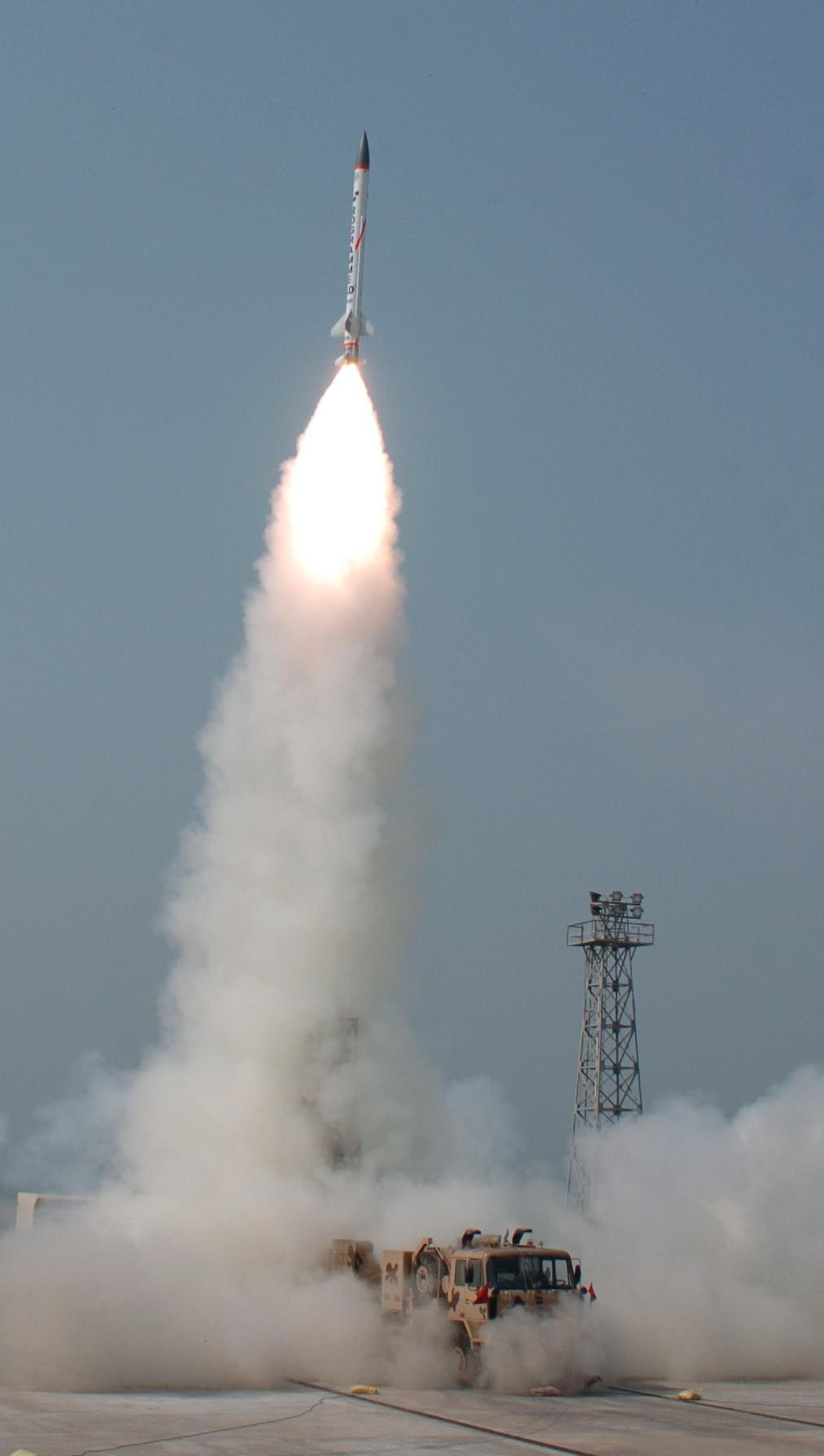
موشک ضد بالستیک برنامه دفاع موشکی بالستیک هند

پیمان موشک‌های ضد بالستیک یا پیمان موشک‌های پادپرتابشی بین ایالات متحده آمریکا و اتحاد جماهیر سوسیالیستی شوروی برای محدودسازی سیستم موشک‌های ضدبالیستیک مورد استفاده برای دفاع از خود در مقابل موشک‌های بالستیک با جنگ‌افزار هسته‌ای بسته شد. بر اساس مفاد این پیمان، اعضا امکانات ضد بالستیک خود را به دو مجتمع با حداکثر ۱۰۰ موشک ضد بالستیک محدود می‌کنند.
پیمان منع تولید موشک‌های ضد موشک سنگ بنای توازن استراتژیک میان دو ابرقدرت شرق و غرب تلقی می‌شد. زیرا این پیمان طرفین را از دستیابی به توانایی ایمن‌سازی در مقابل حمله متقابل اتمی باز می‌داشت.
این پیمان از سال ۱۹۷۲ تا ۲۰۰۲ اجرایی شد. پس از فروپاشی اتحاد جماهیر شوروی در سال ۱۹۹۷ چهار جمهوری پیشین که جزء شوروی بودند تعهد خود را نسبت به مفاد این پیمان در مقابل آمریکا اعلام کردند. در ژوئن ۲۰۰۲ آمریکا خروج خود از این پیمان را اعلام کرد و اجرای این پیمان متوقف شد.

## پیشینه

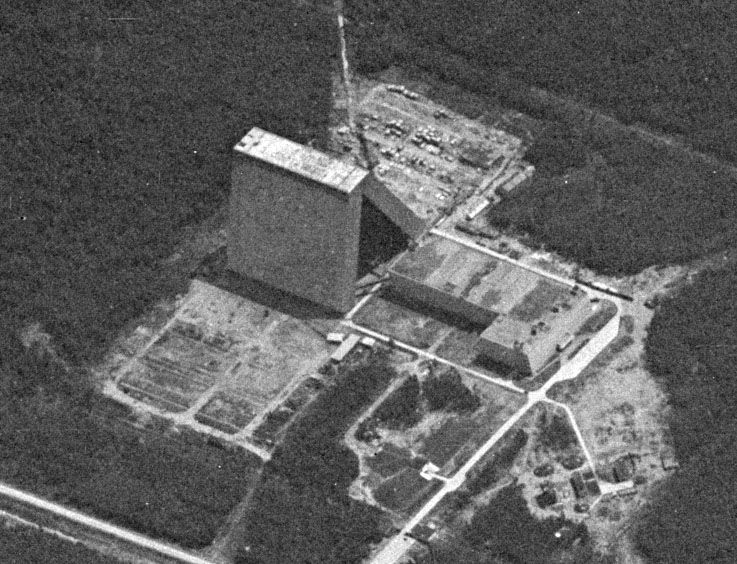
عکس یک رادار مخفی مربوط به پایگاه ضد موشکی در اطراف مسکو. عکس توسط ماهواره جاسوسی در سال ۱۹۶۷ گرفته شده است

در دهه ۱۹۵۰ و اوایل ۱۹۶۰ آمریکا و شوروی در حال توسعه برنامه موشکی خود برای ساخت موشک بالستیک قاره‌پیما با قابلیت حمل کلاهک بودند. در آن زمان آمریکا برنامه خود را جزئی از برنامه جهانی کاهش خطر حمله هسته‌ای می‌دانست. به همین جهت به همراه کانادا فرماندهی دفاع هوافضای آمریکای شمالی را تأسیس کرد.
تحقیقات آمریکا در اوایل دهه ۱۹۵۰ در پروژه نایک این امکان را می‌داد که با بهینه‌سازی اندک در سیستم موشک‌های آن بتوان به فناوری تولید موشک ضد بالستیک دست یابد. در ابتدا کار بر اساس برد کوتاه و سرعت زیاد (مانند موشک اسپرینت) انجام شد تا بتوان از خود مجمتع‌های استقرار موشک‌های ضد بالستیک دفاع کرد. تا اواسط دهه ۱۹۶۰ هر دو پروژه نایک و اسپرینت امیدبخشی کافی را برای توسعه برنامه و برنامه‌ریزی محدود پروژه ساخت موشک ضد بالستیک به نام سنتینل (به انگلیسی: Sentinel) نشان دادند. در ۱۹۶۷ شوروی نیز برنامه خود بر ساخت این نوع موشک‌ها را اعلام کرد تا در قدرت نظامی در مقابل آمریکا برابر باشد.
توسعه سیستم قابلیت هدف‌گیری مستقل چندگانه به تنها یک موشک قاره‌پیما این امکان را می‌داد که هم‌زمان بتواند تا ۱۰ هدف را مورد حمله قرار دهد. موشک ضد بالستیک می‌توانست امکان برخورد کلاهک‌های موشک بالستیک به هدف را تا حد زیادی کم کند. اما به دلایل اقتصادی جلوی تمام کلاهک‌ها را نمی‌گرفت. زیرا کشور فرستنده فقط کافی بود که یک موشک را بفرستد اما کشور مورد حمله باید هم‌زمان ۱۰ موشک را با قابلیت ردگیری اهداف جداگانه پرتاب می‌کرد و ساخت سیستمی که بتواند جلوی همه کلاهک‌ها را بگیرد هزینه بینهایت زیادی داشت. به همین جهت شوروی اقدام به ساخت موشک سنگین R-36M کرد که می‌توانست تا ۴۰ کلاهک نیز حمل کند که امکان دفاع در مقابل آنرا غیرممکن می‌کرد.

## پیمان موشک‌های ضد بالستیک

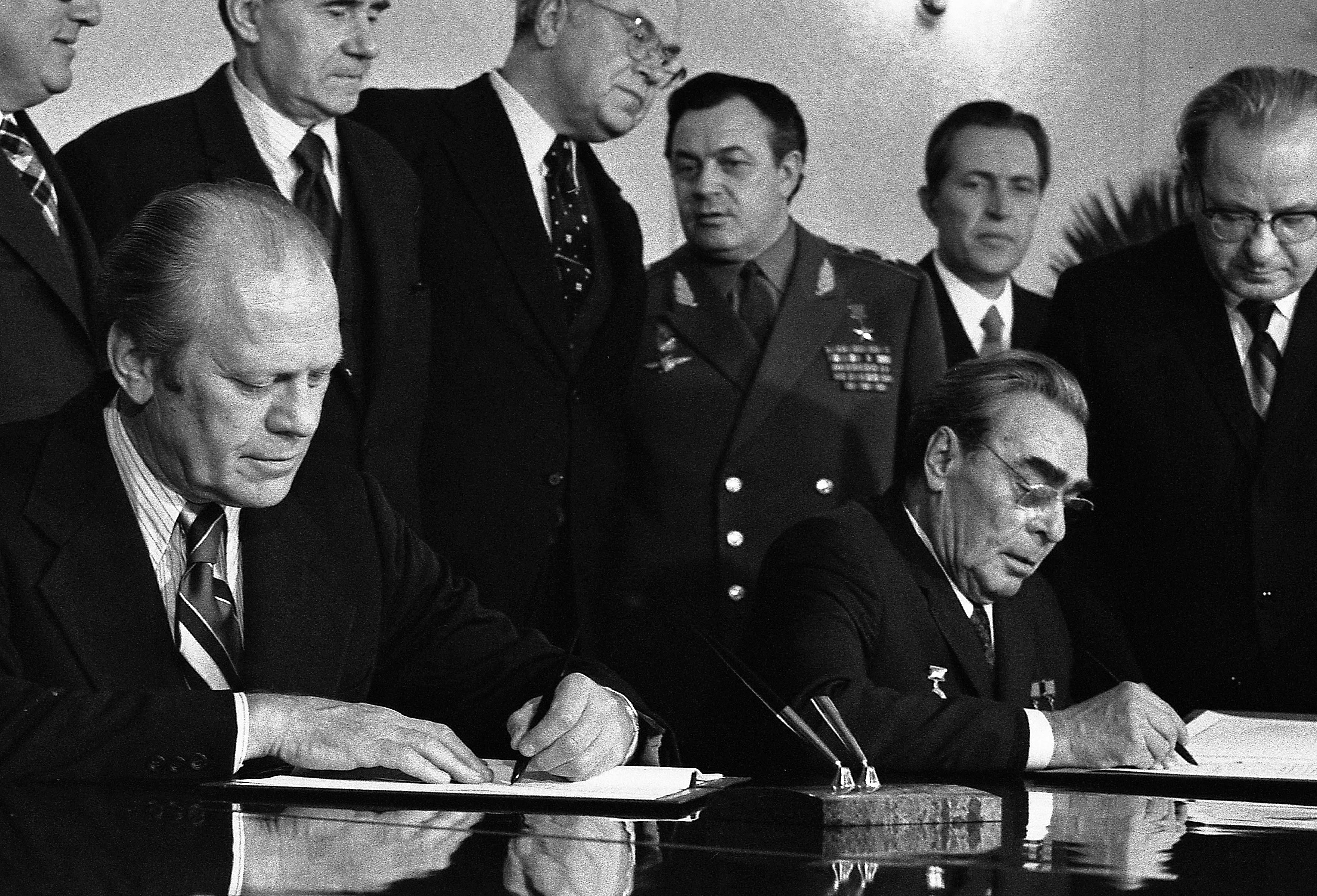
جرالد فورد و لئونید برژنف در حال امضای پروتکل پیمان سالت ۱ در ولادی‌وستوک، ۲۳ نوامبر ۱۹۷۴

اولین بار آمریکا در سال ۱۹۶۷ در کنفرانس تابستانی گلاسبرو پیشنهاد این پیمان را داد. مسئله مورد بحث این بود که افزایش توان بالستیک می‌توند باعث ایجاد مسابقه تسلیحاتی شده و یکی از دو طرف بدون اینکه بتواند از ملت خود دفاع کند اولین حمله را آغاز کند. در ابتدا شوروی این پیمان را نپذیرفت. اما پس از آغاز پروژه‌های سنتینل و سیف‌گارد (به انگلیسی: Safegaurd) در نوامبر ۱۹۶۹ حاضر به گفتگوی محدودسازی جنگ‌افزار راهبردی معروف به سالت ۱ شد. در سال ۱۹۷۲ هر دو طرف به توافقی برای محدودسازی توان دفاعی خود رسیدند. بر اساس این پیمان هریک از دو طرف می‌توانستند فقط ۲ پایگاه موشک ضد بالستیک یکی برای پایتخت و دیگری برای موشک‌های قاره پیمای خود داشته باشند.
این پیمان در ۲۶ می ۱۹۷۲ در کنفرانس سران در مسکو بین ریچارد نیکسون و لئونید برژنف امضا شد. مجلس سنای ایالات متحده آمریکا این پیمان را در ۳ آگوست ۱۹۷۲ تصویب کرد.
در سال ۱۹۷۴ یکی از پروتکل‌های پیمان تغییر کرد و تعداد پایگاه‌های موشکی برای طرفین را به یک کاهش داد تا هیچیک از طرفین پایگاه جدیدی نسازند. آمریکایی‌ها این سامانه را در ایالت داکوتای جنوبی و روس‌ها در اطراف مسکو مستقر کردند.

### محدودیت موشک‌ها بر اساس پیمان
در این پیمان تنها به امکان دفاع در برابر موشک‌های بالستیک "استراتژیک" به وسیله موشک‌های ضد بالستیک اشاره شده بدون اینکه تعریف مشخصی از "استراتژیک" داشته باشد. زیرا به خوبی مشخص بود که موشک‌های قاره‌پیما و موشک‌های بالستیک زیردریایی، "موشک‌های استراتژیک" هستند. با اینحال هر دو کشور از تولید و توسعه موشک‌های ضد تاکتیکی ضد بالستیک دست نکشیدند. این موضوع تا زمانی که موشک‌های بالستیک پرتاب شده از زیردریایی نیز به سرعت موشک‌های قاره‌پیما نرسیده بودند مورد اعتراض قرار نگرفت. زیرا معمولاً سرعت موشک زیر آب کمتر از موشک قاره‌پیما است. با این وجود توسعه موشک‌های ضد تاکتیکی ضد بالستیک باز هم ادامه یافت.

## پس از اعلام پروژه ابتکار دفاع استراتژیک

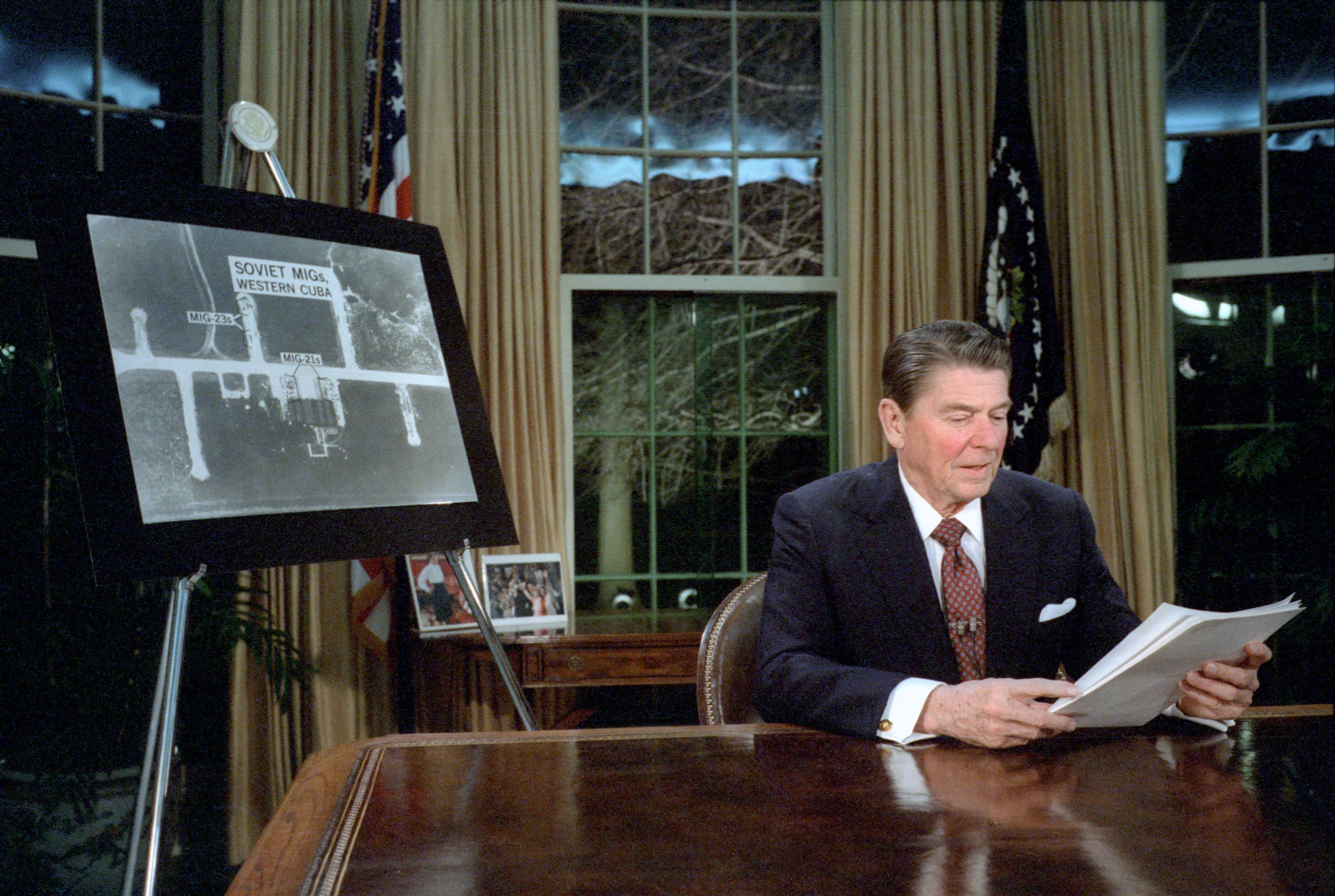
رونالد ریگان در ۲۳ مارس ۱۹۸۳ هنگام اعلام آغاز پروژه ابتکار دفاع استراتژیک

در ۲۳ مارس ۱۹۸۳ رونالد ریگان در پاسخ به کنایه "حمله صلح آمیز" یوری آندروپوف، پروژه ابتکار دفاع استراتژیک را معرفی کرد که یک برنامه تحقیقاتی در مورد دفاع موشکی بالستیک بود. نتیجه آن در یک جمله بیان شد: " سازگار با تعهدات ما تحت پیمان موشک‌های ضد بالستیک ".  زیرا آندروپوف گفت بود: این، زمان که آن‌ها (واشینگتن) از بهترین راه برای آغاز جنگ هسته‌ای دست کشیدند. زیرا این کار نه تنها غیر مسئولانه بلکه دیوانگی است.
بدون توجه به مخالفت‌ها ریگان تمام تلاش خود را کرد تا نشان دهد که پروژه ابتکار دفاع استراتژیک راهی برای چانه‌زنی آمریکا نخواهد بود و این کشور تمام تلاش خود را برای توسعه این سیستم می‌کند. این مسئله باعث تهدید شوروی شد زیرا آمریکایی‌ها ممکن بود اولین حمله محتمل را آغاز کنند. از سوی دیگر در صورت قصد شوروی به ورود به رقابت تسلیحاتی، اقتصاد آن فلج می‌شد. حتی تا پایان دهه ۱۹۸۰ مشخص شده بود که پروژه ابتکار دفاع استراتژیک به صورت علمی قابل انجام نیست.
پروژه ابتکار دفاع استراتژیک پیشرفت کرد اما پس از ریاست جمهوری ریگان متوقف شد. اما در ۱۹۹۵ دوباره ادامه یافت.

## خروج آمریکا از پیمان

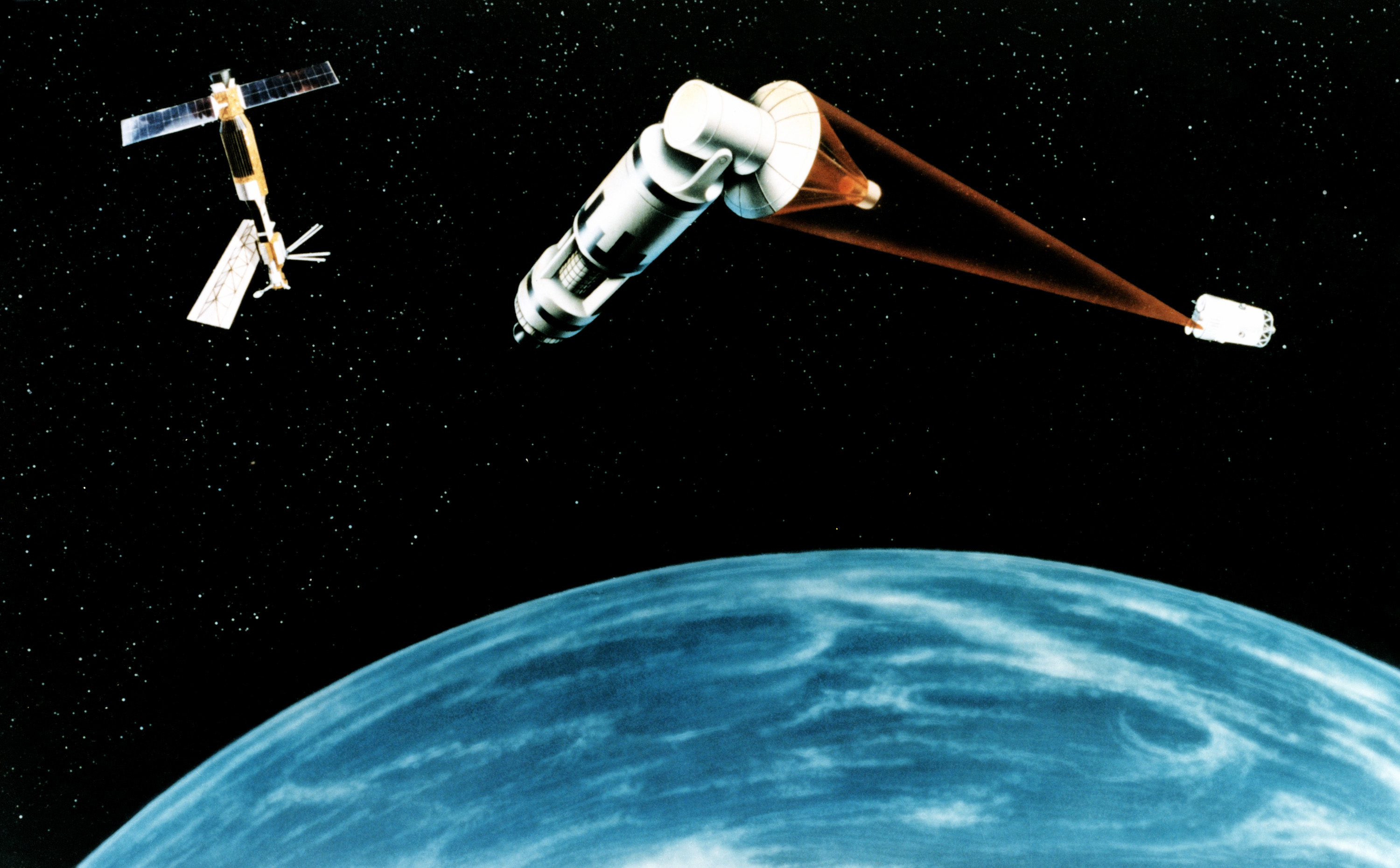
تصویر مفهومی که چگونگی حمله به یک ماهواره دیگر را نشان می‌دهد. (۱۹۷۴)

پس فروپاشی کمونیسم کشورهای بلاروس، قزاقستان، روسیه و اوکراین تعهد خود را به پیمان موشک‌های ضد بالستیک اعلام کردند.
در ۱۳ دسامبر ۲۰۰۱ جرج دابلیو بوش به روسیه اعلام کرد که آمریکا ظرف شش ماه آینده از این پیمان خارج خواهد شد. این نخستین بار در تاریخ آمریکا بود که این کشور از تعهد به یک پیمان کنترل تسلیحاتی بین‌المللی خارج می‌شد. این کار باعث تشکیل آژانس دفاع موشکی آمریکا شد.
حامیان خروج از پیمان می‌گفتند که این موضوع باعث افزایش توان دفاعی آمریکا در مقابل حملات هسته‌ای و دولت‌های سرکش می‌شود. هدف از اجرای طرح دفاع ملی موشکی آمریکا ویا آنچه در محافل سیاسی به عنوان طرح سپر دفاع موشکی از آن یاد می‌شود اعلام شد. این تصمیم اعتراض بسیاری از نخبگان سیاسی را بر انگیخت. آنان استدلال می‌کردند که این کار باعث شکست پیمان‌نامه منع گسترش سلاح‌های هسته‌ای و از دست رفتن امنیت هسته‌ای و گسترش رقابت هسته‌ای می‌شود. همچنین در پی این خروج، آمریکا ممکن بود اولین کشور حمله‌کننده با سلاح هسته‌ای باشد.
در ۲۴ می ۲۰۰۲ روسیه و آمریکا پیمان کاهش تهاجم استراتژیک را امضا کردند. این پیمان، طرفین را به کاهش کلاهک‌های هسته‌ای استراتژیک استقرار یافته بر روی موشک‌ها مجبور می‌کند اما اجباری در مورد کلاهک‌های انبار شده ندارد. همچنین این پیمان هیچگونه مکانیسمی در توضیح چگونگی اجرای مفاد ندارد.